# مالی شنگ
مالی شنگ (به صربی: Mali Šenj) یک منطقهٔ مسکونی در صربستان است که در Aerodrom واقع شده‌است. مالی شنگ ۱۰۰ نفر جمعیت دارد.